# Sebastes owstoni
Sebastes owstoni és una espècie de peix pertanyent a la família dels sebàstids i a l'ordre dels escorpeniformes.

## Descripció
Fa 25 cm de llargària màxima i presenta dimorfisme sexual.

## Reproducció
És de fecundació interna i vivípar.

## Alimentació
El seu nivell tròfic és de 3,63.

## Hàbitat i distribució geogràfica
És un peix marí i batidemersal (entre 100 i 300 m de fondària), el qual viu al Pacífic nord-occidental: des del Japó fins al krai de Primórie (Rússia), la mar d'Okhotsk, la mar del Japó, Corea del Nord i Corea del Sud.

## Observacions
És inofensiu per als humans i el seu índex de vulnerabilitat és de moderat a alt (49 de 100)